# 油美苑及油翠苑

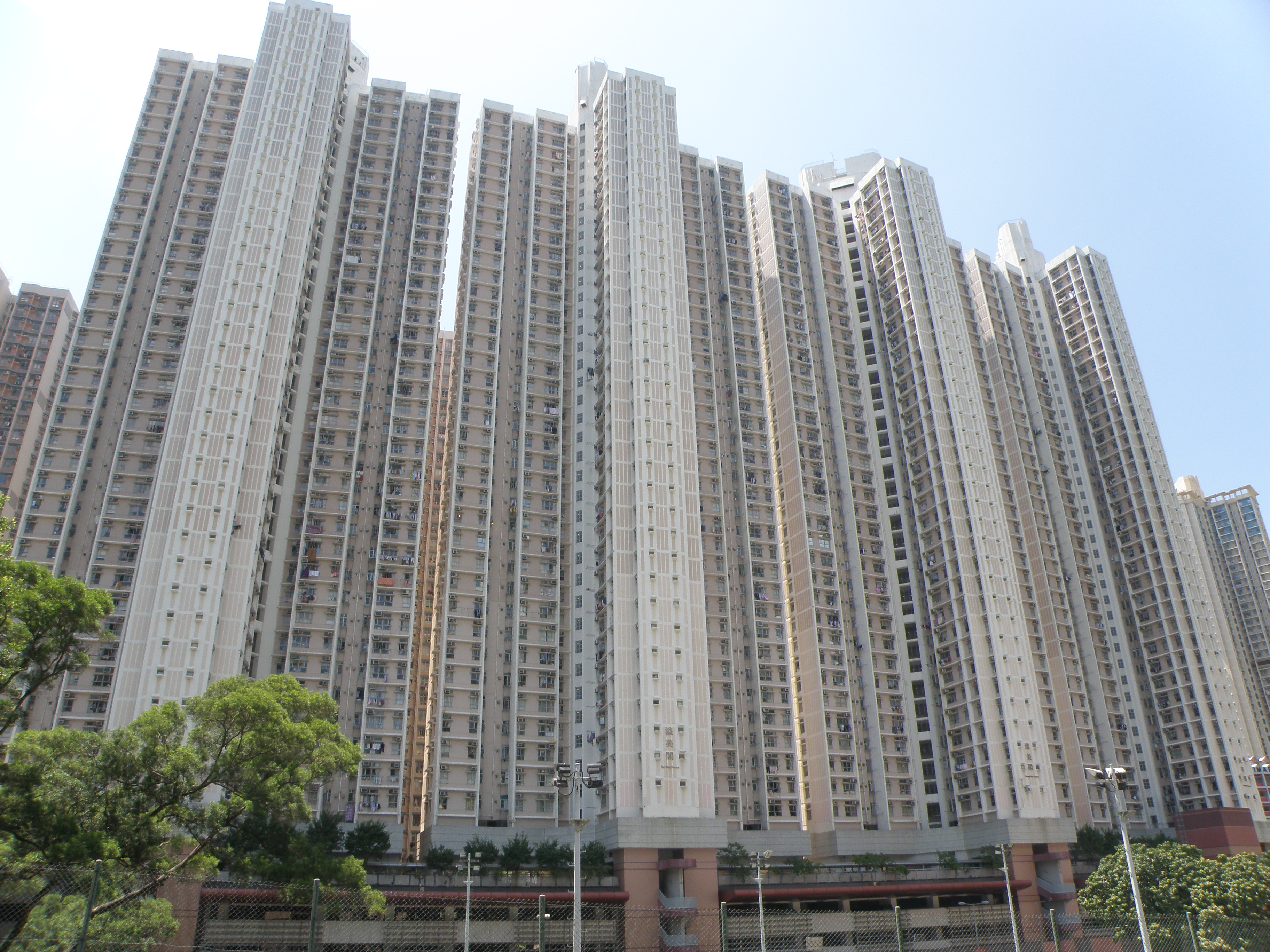
油翠苑

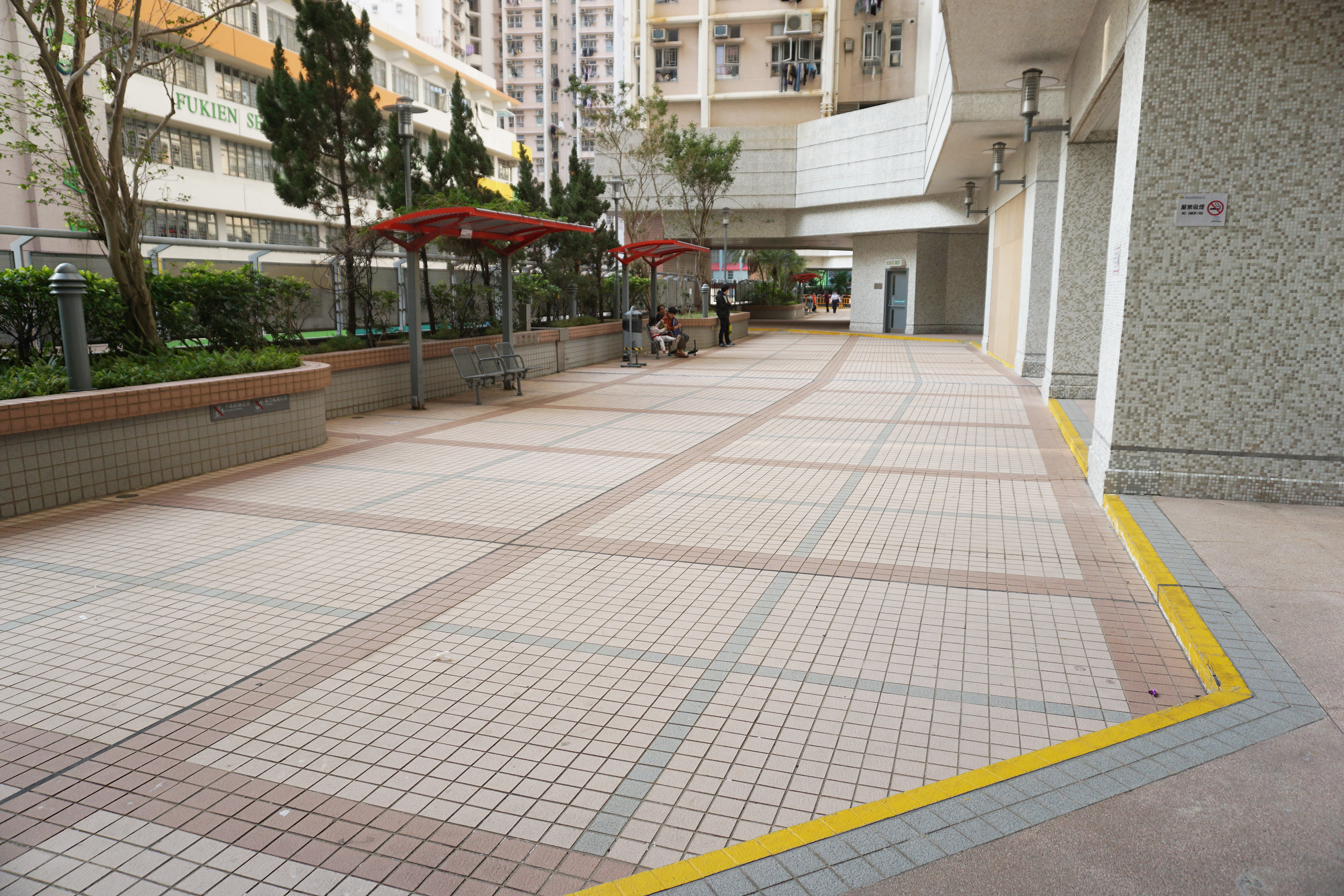
油翠苑休憩平台

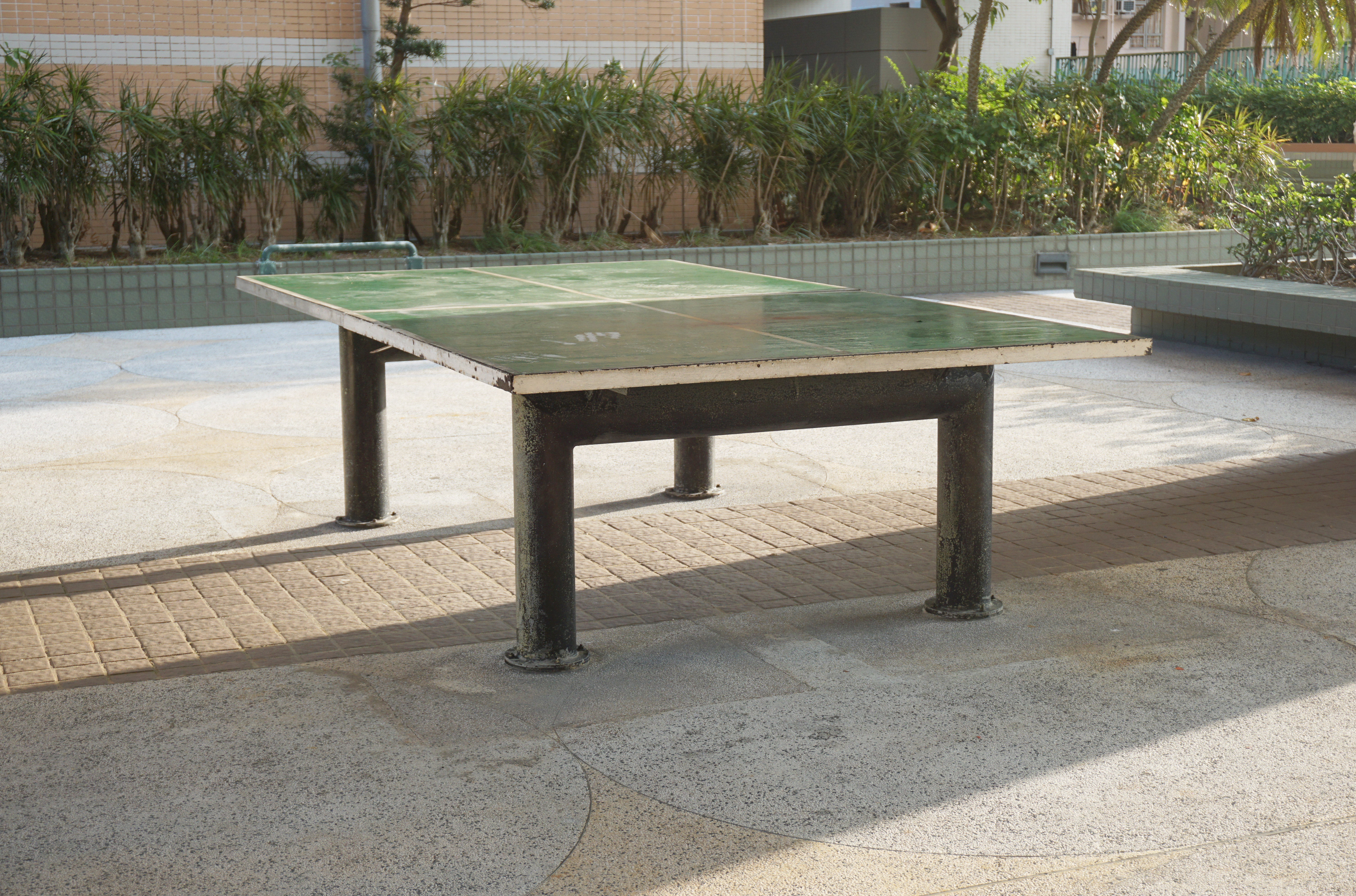
油美苑乒乓球桌

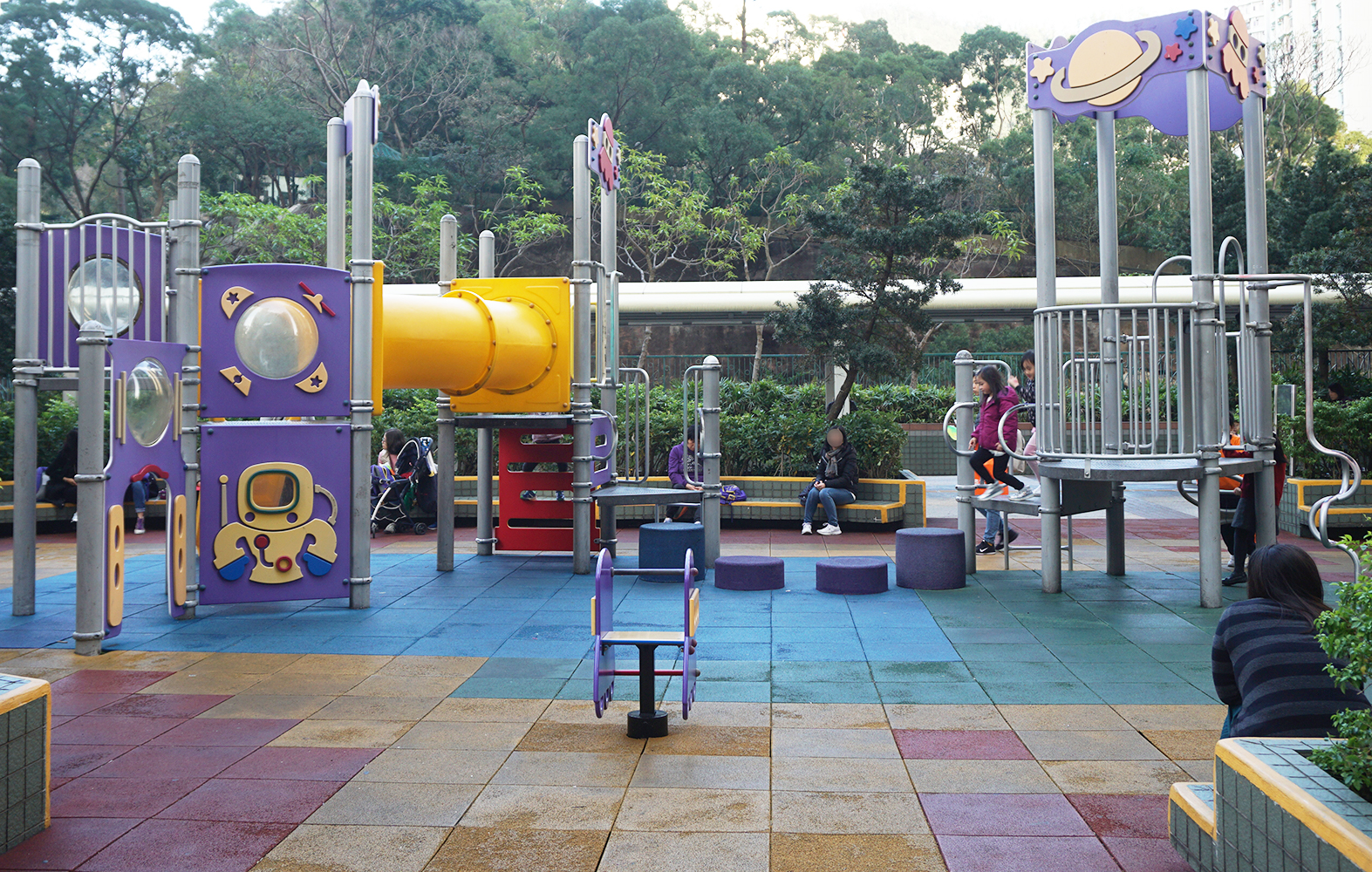
油美苑兒童遊樂場

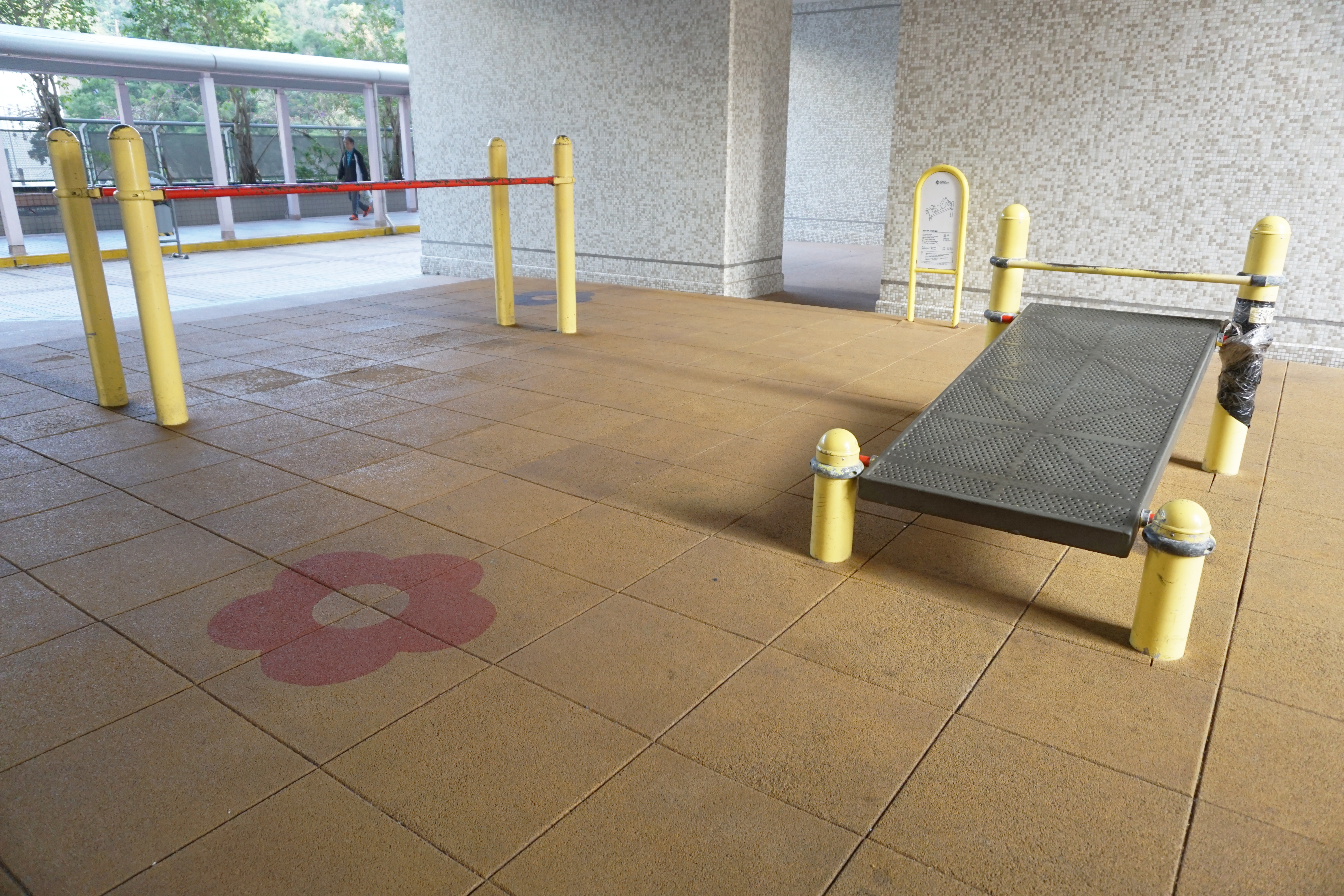
油翠苑健體區

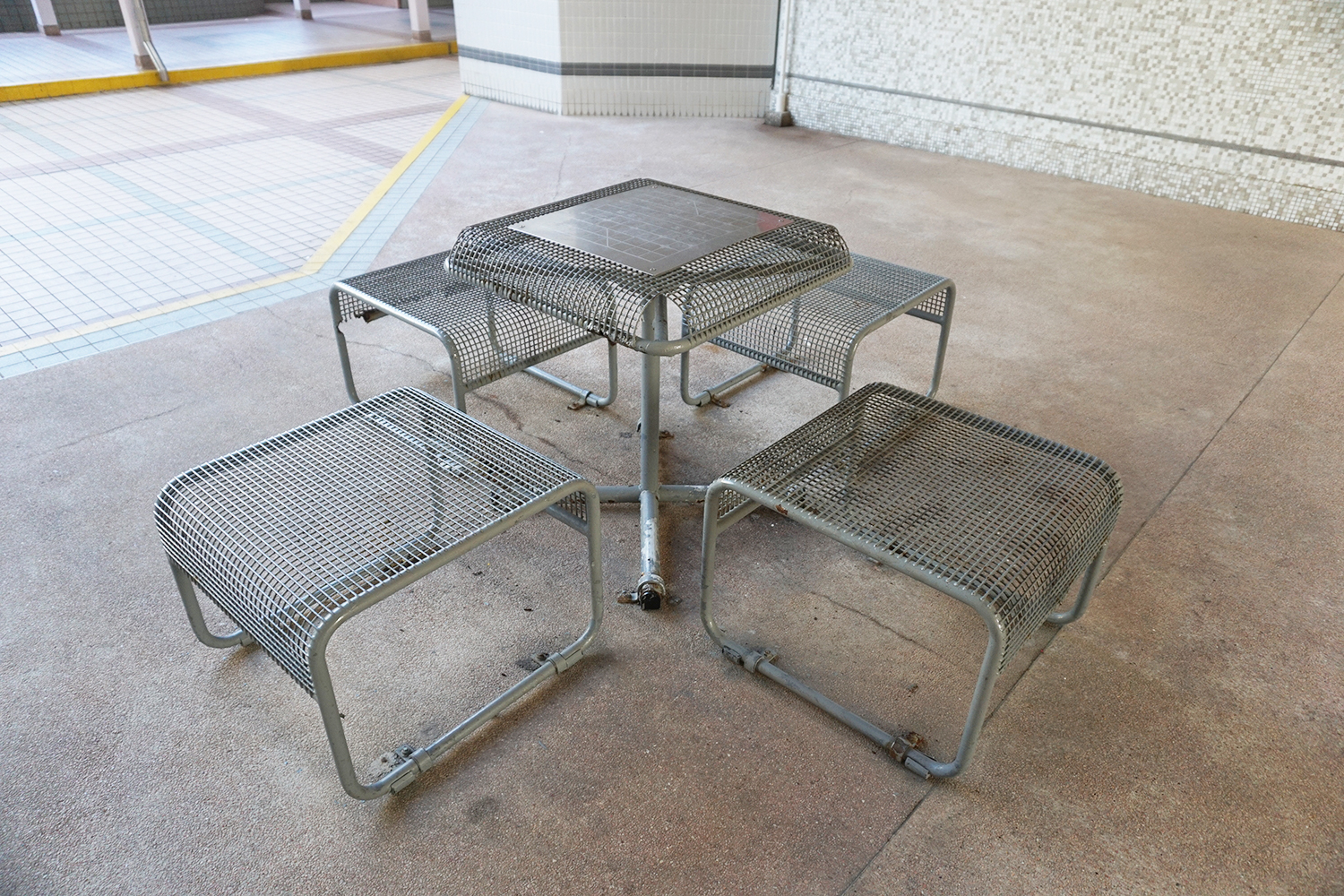
油翠苑棋藝區

油美苑及油翠苑（英語：Yau Mei Court & Yau Chui Court）分別是位於香港九龍油塘的居者有其屋屋苑，項目編號為KL34RH，屬於油塘邨重建計劃的一部份。油美苑現由政府管轄作宿舍用途，而油翠苑則由香港房屋委員會管轄。
原本屬於油美苑的其中4座樓宇於2009年左右正式成為另一個屋苑、並且易名為油翠苑（英語：Yau Chui Court），不過該4座樓宇的名稱並沒有作更改，隨後安排於2009年10月出售其中E座（泳美閣），後來於2010年出售B座（沃美閣）、C座（漾美閣）及D座（溢美閣）。
油美苑由宜居顧問服務有限公司負責管理。目前油翠苑已經成立業主立案法團，由創毅物業服務顧問負責管理。

## 油翠苑特色
油翠苑因地理關係，加上逾半單位可享維多利亞港煙花海景，因此有“油塘居屋樓王”的稱號。當地鄰近位於油塘鯉魚門道的藍田救護站，與港鐵油塘站乃至油塘消防局只是數街之隔。
2017年4月，屋苑B座沃美閣高層2室，實用面積約553方呎，以綠表價553萬元成交，實呎成交價首次達10,000港元。2018年5月，沃美閣另一個高層553方呎單位，以綠表價640萬元成交，實呎11,573港元，創屋苑呎價及成交價新高。

## 歷史
油美苑前身為公屋油塘邨舊廈。屋苑於1998年底開始興建，屬於油塘邨重建第三及五期。油美苑原本擁有12座居者有其屋樓宇，屬於康和式及新十字型設計，由香港房屋委員會發展；屋苑由房屋署總建築師（設計及標準策劃）負責總體設計，再由王歐陽 (香港)負責第五期 - 屋苑、特殊學校及鯉魚門廣場的詳細設計工作，而第三期 - 油翠苑及油塘邨美塘樓（澄美閣）則由房屋署總建築師（2）負責詳細設計；所有樓宇由瑞安建業承建。
後來因為香港政府於2002年下旬修訂房屋政策，其中一項為「無限期擱置居者有其屋計劃」（隨後政府於2011年宣布恢復居者有其屋計劃），房委會遂將油美苑由出售用途的居屋更改為其他用途；例如油美苑澄美閣一共400個單位、於落成後空置了接近兩年，隨後於2004年轉為出租公屋、歸入油塘邨並且易名為美塘樓。
立法會財務委員會於2004年向房委會購買被丟空近兩年康和式居屋單位，房委會以19億7千7百萬元代價售予財政司司長法團（代表政府），於2005年6月入伙。屋苑名稱「油美苑」及樓宇名稱沒有被更名。
另外B、C、D及E座曾經擬議改作旅館或售予華潤集團作旗下「木棉花公寓」，然而因經試驗證實計劃不可行，加上部份酒店業界人仕作出反對，最後計劃告吹；後來則維持作出售居屋用途，並易名作油翠苑，唯獨某些緣故而維持原有樓宇名稱，並不以「翠」取代「美」；全部單位均空置了七年，才由房委會安排於2009年10月出售E座，並於2010年一同出售B、C及D座，成為香港僅有兩個維持作居屋出售的1998年改良版本新十字型大廈屋苑，亦是油塘邨重建項目內最後一個封頂及入伙的屋苑；而竣工確認書則於2008年8月批出。

## 屋苑資料

### 油翠苑
所在地段為「新九龍內地段第6414號」
| 樓宇名稱（座號） | 門牌號碼     | 樓宇類型                    | 層數 | 每層伙數 | 每座單位總數（伙） | 落成年份                      | 建築師                                                 | 承建商   | 提供升降機的廠商  | 油塘邨重建期數 | 房屋計劃              | 發售期數 |
| ---------------- | ------------ | --------------------------- | ---- | -------- | ------------------ | ----------------------------- | ------------------------------------------------------ | -------- | ----------------- | -------------- | --------------------- | -------- |
| 沃美閣（B座）    | 鯉魚門道56號 | 新十字型 （1999年改良版本） | 37   | 10       | 370                | 2002年 （確認書日期為2008年） | 房屋署總建築師（設計及標準策劃）、 房屋署總建築師（2） | 瑞安建業 | 英國通用電氣-捷運 | 3              | 出售剩餘居屋單位第6期 | 2        |
| 漾美閣（C座）    | 鯉魚門道56號 | 新十字型 （1999年改良版本） | 37   | 10       | 370                | 2002年 （確認書日期為2008年） | 房屋署總建築師（設計及標準策劃）、 房屋署總建築師（2） | 瑞安建業 | 英國通用電氣-捷運 | 3              | 出售剩餘居屋單位第6期 | 2        |
| 溢美閣（D座）    | 鯉魚門道56號 | 新十字型 （1999年改良版本） | 37   | 10       | 370                | 2002年 （確認書日期為2008年） | 房屋署總建築師（設計及標準策劃）、 房屋署總建築師（2） | 瑞安建業 | 英國通用電氣-捷運 | 3              | 出售剩餘居屋單位第6期 | 2        |
| 泳美閣（E座）    | 鯉魚門道56號 | 新十字型 （1999年改良版本） | 37   | 10       | 370                | 2002年 （確認書日期為2008年） | 房屋署總建築師（設計及標準策劃）、 房屋署總建築師（2） | 瑞安建業 | 英國通用電氣-捷運 | 3              | 出售剩餘居屋單位第5期 | 1        |

以上所有樓宇均採用英國通用電氣-捷運製升降機；是最後一個採用英國通用電氣-捷運製升降機的居屋屋苑（及後該品牌整合至母公司OTIS）。
（註：澄美閣（A座）已經歸入油塘邨並易名為美塘樓，上述列表將略去相關座號。）

### 油美苑
所在地段名稱是「新九龍內地段第6459號」，與高翔苑位處同一地段。門牌號碼為「鯉魚門道80號」。單位主要是警務處宿舍組支配，其次為消防處等部門，2009年入伙。
| （座號）樓宇名稱 | 樓宇類型       | 落成年份 | 層數 | 每層伙數 | 每座單位總數（伙） | 承建商   | 提供升降機的廠商 | 油塘邨重建期數 |
| ---------------- | -------------- | -------- | ---- | -------- | ------------------ | -------- | ---------------- | -------------- |
| （F座）澤美閣    | 康和一型第一款 | 2002年   | 36   | 8        | 288                | 瑞安建業 | 奧的斯           | 5              |
| （G座）潤美閣    | 康和一型第一款 | 2002年   | 36   | 8        | 288                | 瑞安建業 | 奧的斯           | 5              |
| （H座）淑美閣    | 康和一型第一款 | 2002年   | 36   | 8        | 288                | 瑞安建業 | 奧的斯           | 5              |
| （J座）灝美閣    | 康和一型第一款 | 2002年   | 36   | 8        | 288                | 瑞安建業 | 奧的斯           | 5              |
| （K座）瀅美閣    | 康和一型第一款 | 2002年   | 35   | 8        | 280                | 瑞安建業 | 奧的斯           | 5              |
| （L座）淮美閣    | 康和一型第一款 | 2002年   | 35   | 8        | 280                | 瑞安建業 | 奧的斯           | 5              |
| （M座）濤美閣    | 康和一型第一款 | 2002年   | 35   | 8        | 280                | 瑞安建業 | 奧的斯           | 5              |

## 屋苑設施
油翠苑
- 行人通道
- 停車場（G/F，L1及L2/F）
- 平台花園（P/F）
- 穿梭電梯（來往各層）
- 順便智能櫃（共2個，分別位於沃美閣地下升降機大堂、以及向油塘邨方向的地下穿梭電梯大堂）[17]
- 自助販賣機（多個，分佈於兩個穿梭電梯大堂空間）

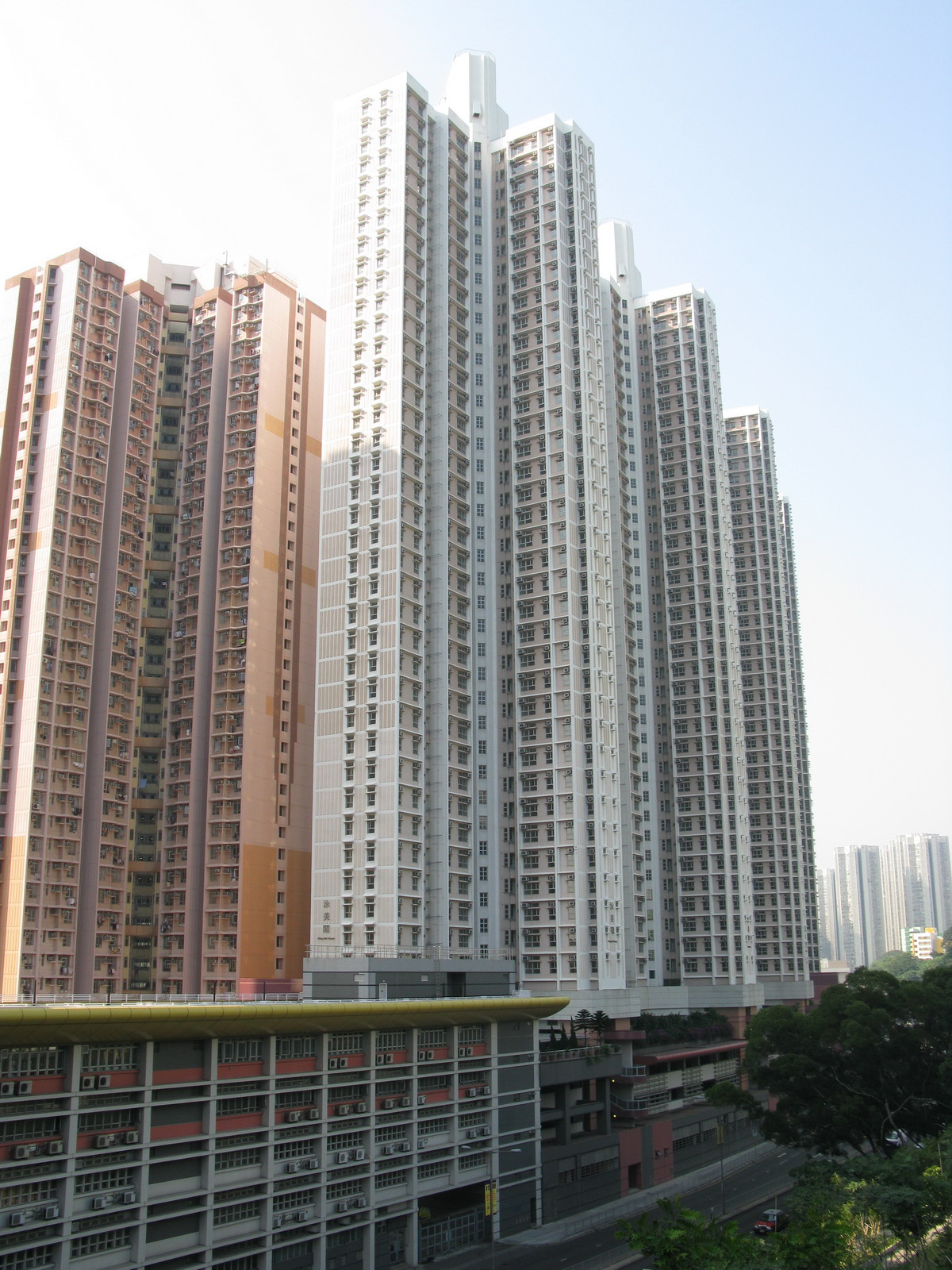
入伙前的油翠苑
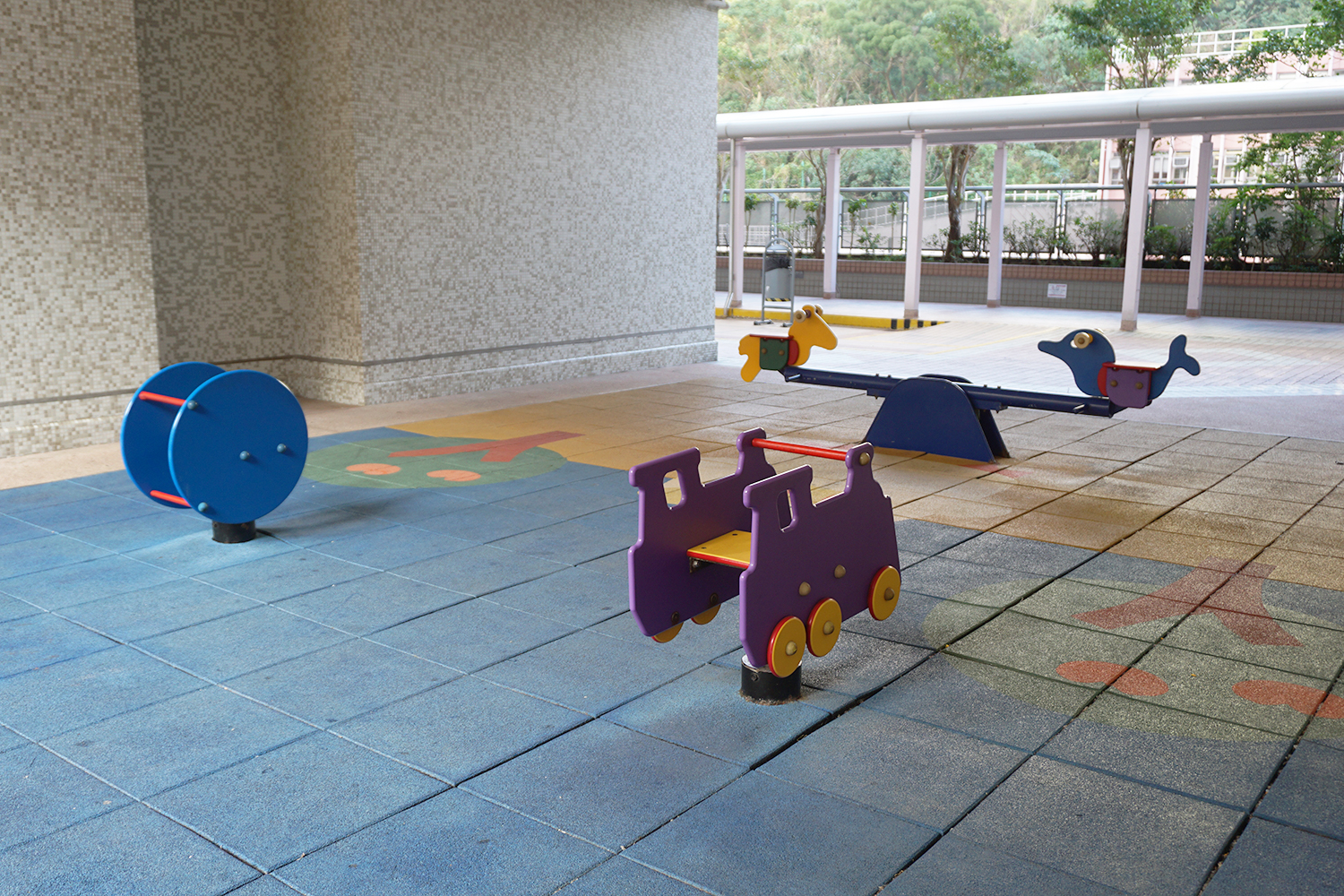
油翠苑彈簧椅及搖搖板
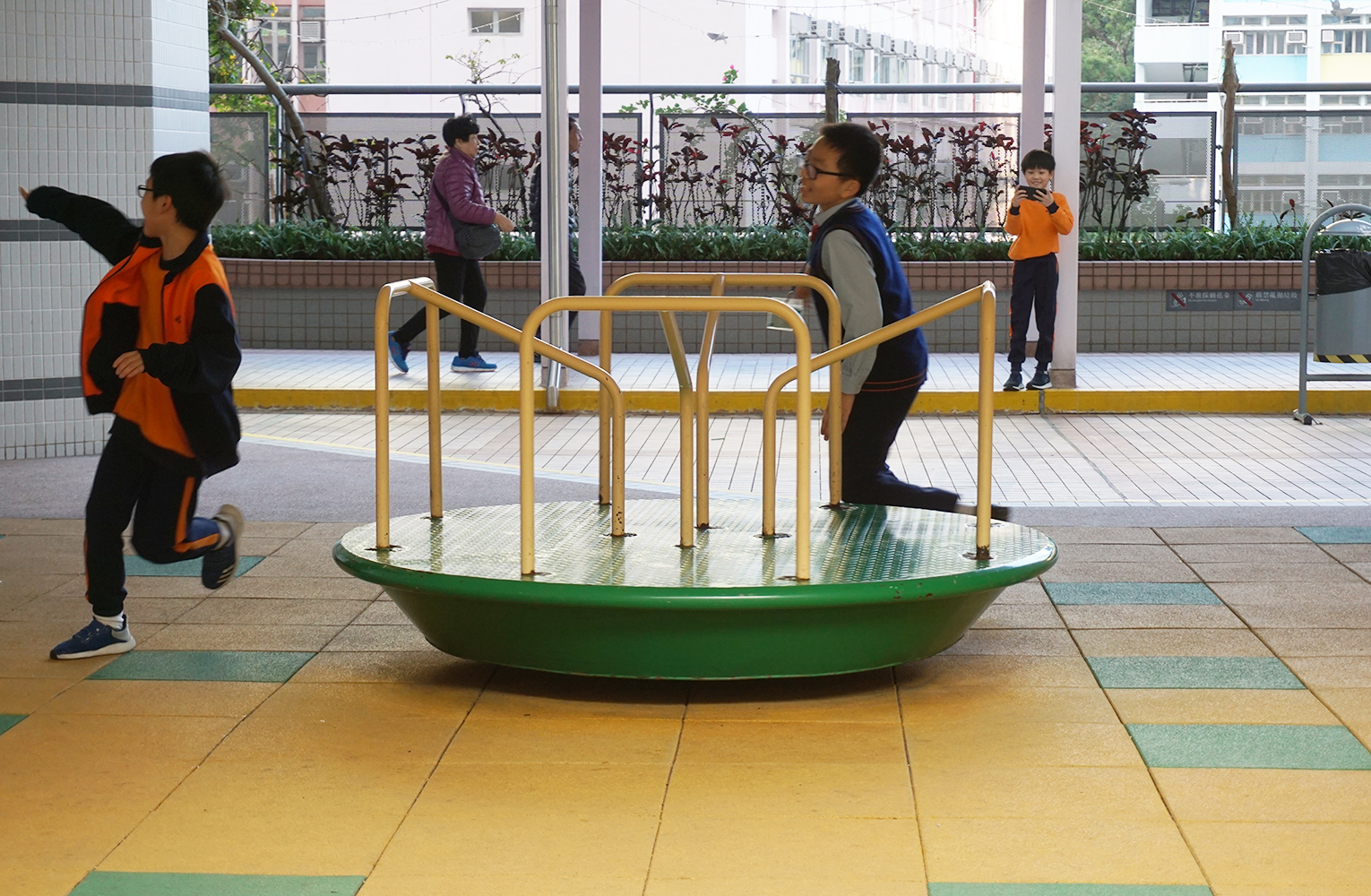
油翠苑團團轉
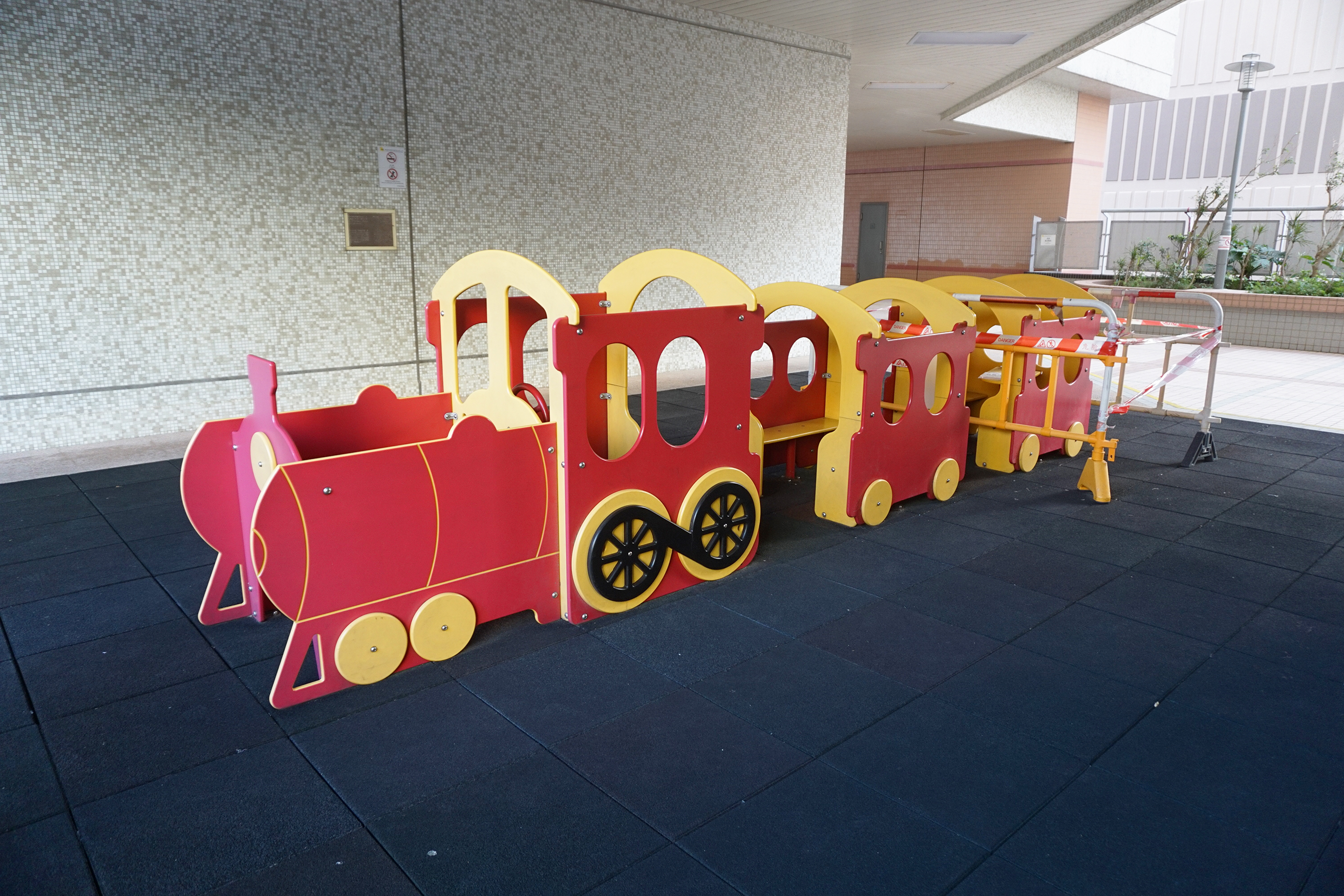
油翠苑火車遊樂場（已經消失）
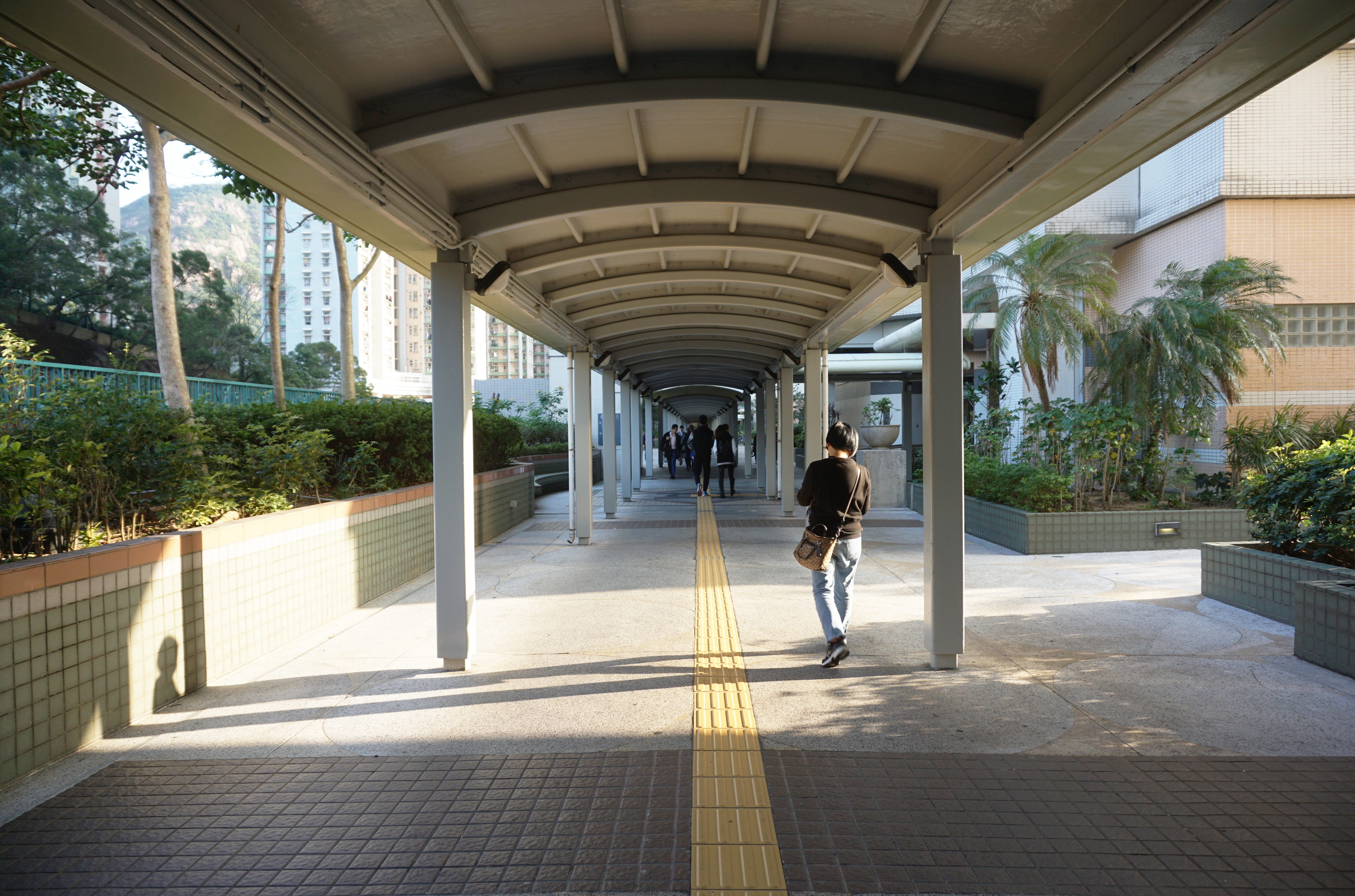
油美苑有蓋行人通道
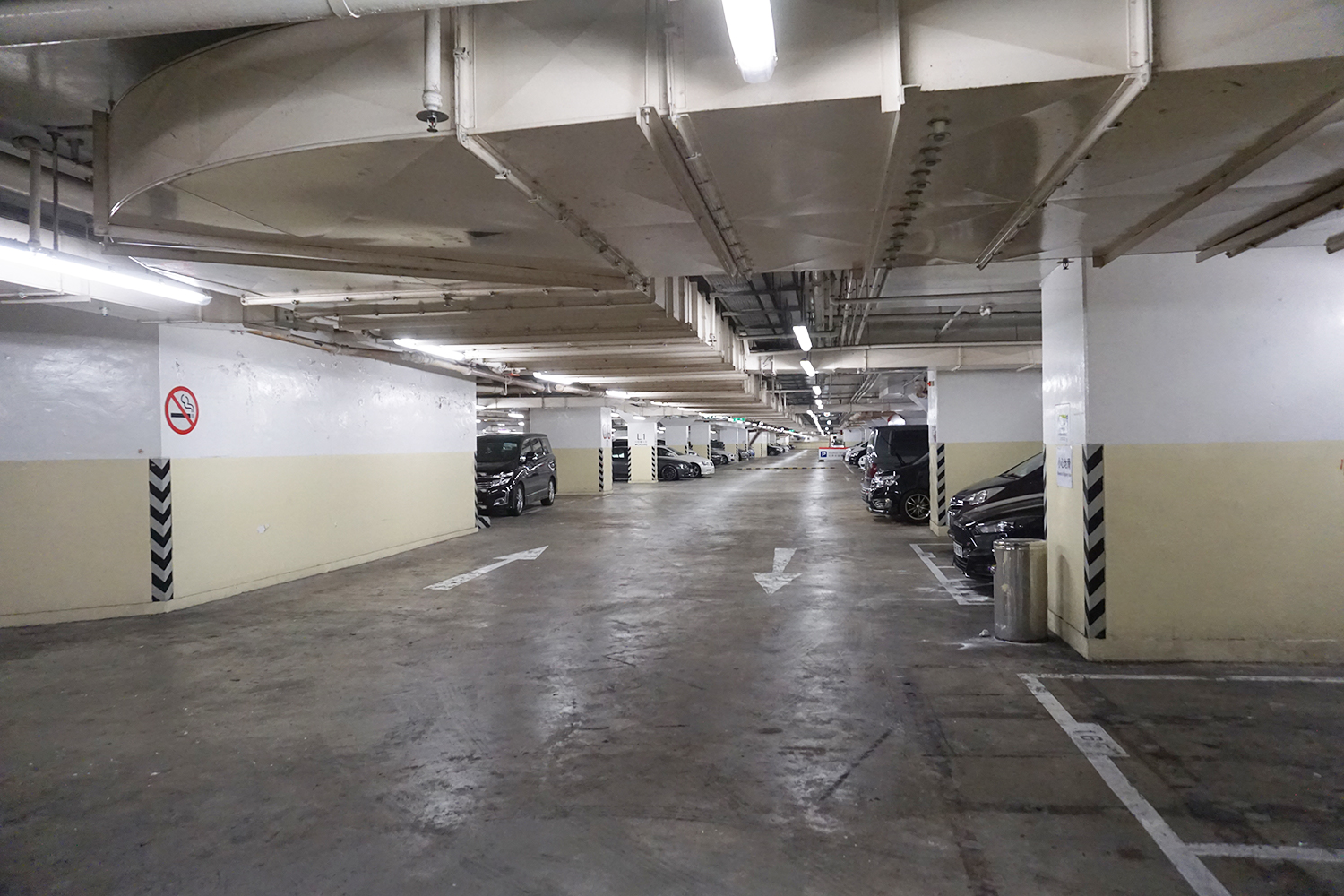
油美苑停車場

## 參看
- 香港居者有其屋列表

## 外部連結
- 油塘邨第五期重建工程 （页面存档备份，存于）. Socam Development.
- 出售剩餘居屋單位第5期 - 油翠苑簡介 （页面存档备份，存于）
- 出售剩餘居屋單位第6期 - 油翠苑網站 （页面存档备份，存于）
- 房屋署－油翠苑 （页面存档备份，存于）